# 김용완 (연출가)
김용완은 대한민국의 드라마 연출가이다.

## 영화
- 2018년 영화 《챔피언》 ... 각본 & 감독
- 2021년 영화 《방법: 재차의》 ... 감독

## 드라마
- 2020년 tvN 월화 미니시리즈 《방법》 ... 연출
- 2022년 KBS 수목 미니시리즈 《당신이 소원을 말하면》 ... 연출
- 2024년 Netflix 드라마 《돌풍》 ... 연출
- 2025년 tvN 월화 미니시리즈 《견우와 선녀》 ... 연출